# Terra d'Arnhem

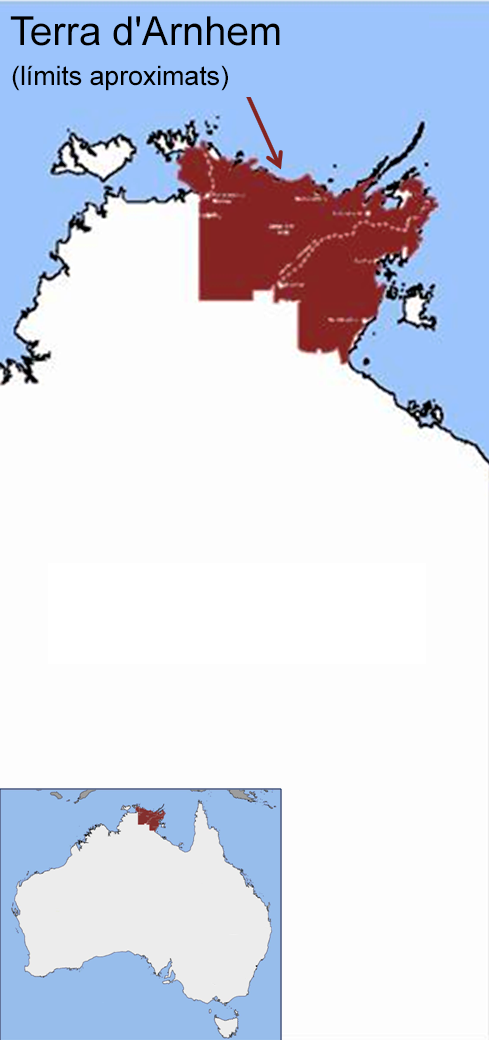
Límits aproximats de la Terra d'Arhnem.

La Terra d'Arnhem (en anglès, Arnhem Land) és una regió australiana d'uns 97.000 km² i una població de 16.230 habitants. Està situada al racó nord-oriental del Top End, al Territori del Nord, a uns 500 km de la capital de territori Darwin. Va ser batejada pel navegant Matthew Flinders en honor del vaixell neerlandès Arnhem que va explorar aquesta costa el 1623.
Va ser declarada Reserva Aborigen el 1931, ja que allí hi viuen els yolngu, un dels grups indígenes d'Austràlia més grans, amb una població de 16.230 habitants.

## Geografia
L'àrea s'estén des de Port Roper, al Golf de Carpentària, fins a l'East Alligator River, que limita amb el Parc Nacional de Kakadu. Els centres urbans més importants de la zona són Jabiru, a la frontera del Parc Nacional de Kakadu, Maningrida a la boca del riu Liverpool, i Nhulunbuy, a l'extrem nord-est, a la península de Gove, centre administratiu de la zona i quarta població més gran del Territori del Nord. De Gove s'extrau bauxita a gran escala, amb una refineria d'alúmina associada.
El clima de la Terra d'Arnhem és clima tropical monsònic, amb una estació humida i una de seca. Les temperatures no varien massa durant tot l'any, encara que poden variar des d'un mínim durant la nit de 15 °C durant l'estació seca (abril-setembre) fins a màxims diaris de 33 °C durant l'estació humida (d'octubre a març).

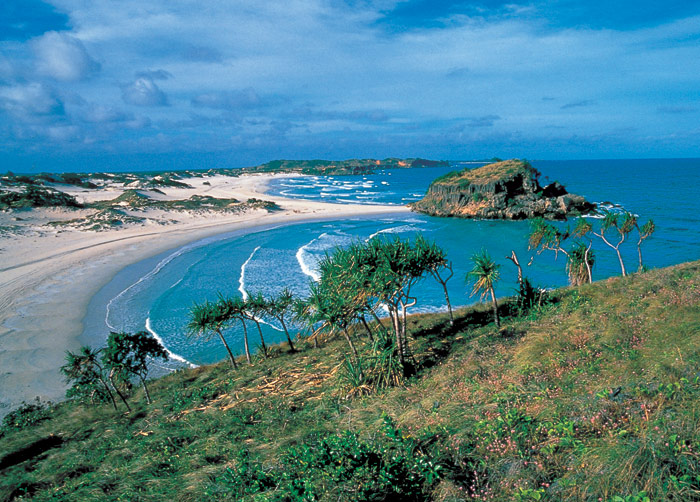
Nanydjaka, Costa del Cap Arnhem.
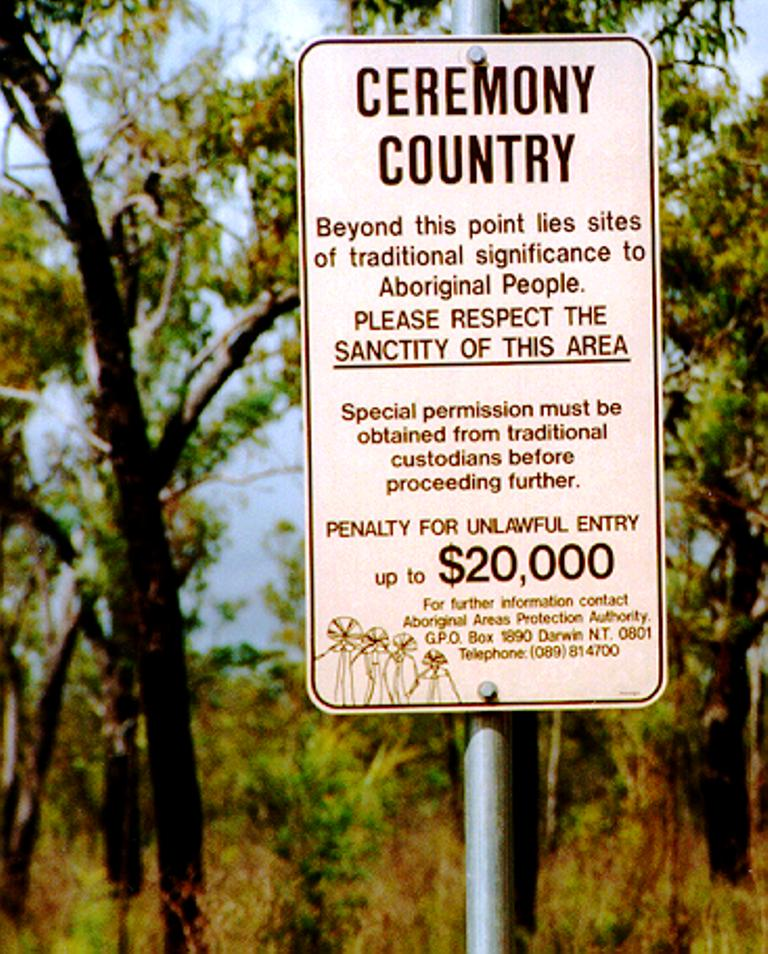
Algunes àrees de gran importància cultural pels habitants indígenes estan fora dels límits fins i tot pels que tenen permís per viatjar a través de la Terra d'Arnhem.
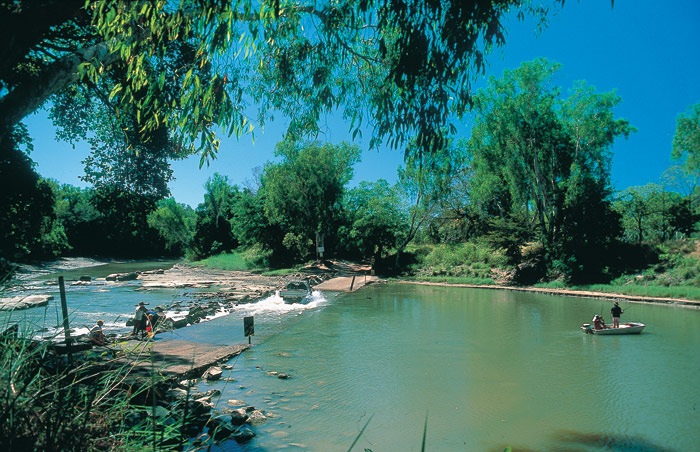
Est Alligator River Crossing (Cruïlla de Cahill).
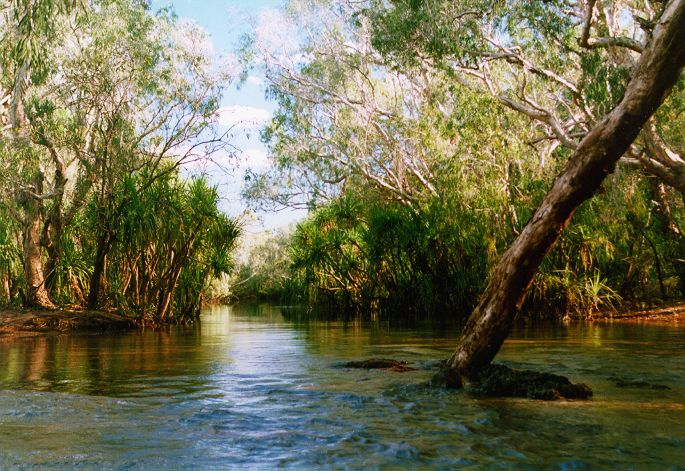
Encreuament del riu Goyder, autopista central d'Arnhem.